# Invasion (2001)
Invasion (2001) — PPV-шоу, производства американского рестлинг-промоушна World Wrestling Federation (WWF, ныне WWE). Шоу прошло 22 июля 2001 года в «Ганд-арена» в Кливленде, Огайо, США.
Изначально планировалось, что это событие станет четвертым шоу Fully Loaded, так как оно рекламировалось на мероприятии King of the Ring, которое непосредственно предшествовало Invasion. Однако в мае было принято решение заменить Fully Loaded. Invasion стало первым PPV-шоу, на котором была показана продолжающаяся сюжетная линия «Вторжения», в которой рестлеры WWF сражались с «Коалицией» — объединенной силой рестлеров из World Championship Wrestling (WCW) и Extreme Championship Wrestling (ECW), позже известной как «Альянс». В мероприятии участвовали рестлеры WWF, которым противостояли рестлеры WCW и ECW.
Главное событие, названное «Вступительная драка», представляло собой командный матч пять на пять между командами WWF и WCW/ECW. Другим главным матчем был одиночный поединок за титул хардкорного чемпиона WWF между Робом Ван Дамом и Джеффом Харди. Это событие, собравшее 770 000 зрителей, стало самым кассовым платной трансляцией в истории WWE, не связанной с WrestleMania.

## Результаты
| #                                                                    | Матч | Тип матча                                                      | Время |
| -------------------------------------------------------------------- | --- | -------------------------------------------------------------- | ----- |
| 1H                                                                   | Чаво Герреро (WCW) победил Скотти 2 Хотти (WWF) | Одиночный матч                                                 | 6:43  |
| 2                                                                    | Эдж и Кристиан (WWF) победили Лэнса Шторма и Майка Осома (ECW) | Командный матч                                                 | 10:10 |
| 3                                                                    | Эрл Хебнер (WWF) победил Ника Патрика (WCW) | Одиночный матч, специальный рефери — Мик Фоли                  | 2:50  |
| 4                                                                    | APA (Брэдшоу и Фаарук) (WWF) победили Чака Паламбо и Шона О’Хейра (WCW) | Командный матч                                                 | 6:48  |
| 5                                                                    | Билли Кидман (WCW) победил Икс-пака (WWF) | Одиночный матч                                                 | 7:07  |
| 6                                                                    | Ворон (ECW) победил Уильяма Ригала (WWF) | Одиночный матч                                                 | 6:35  |
| 7                                                                    | Крис Каньон, Хью Моррус и Шон Стейзиак (WCW) победили Альберта, Биг Шоу и Билли Ганна (WWF) | Командный матч шести человек                                   | 4:20  |
| 8                                                                    | Таджири (WWF) победил Тэзза (ECW) | Одиночный матч                                                 | 5:30  |
| 9                                                                    | Роб Ван Дам (ECW) победил Джеффа Харди (c) (WWF) | Хардкорный матч за титул хардкорного чемпиона WWF              | 12:40 |
| 10                                                                   | Триш Стратус и Лита (WWF) победили Торри Уилсон и Стейси Киблер (WCW) | Матч команд лифчиков и трусиков, специальный рефери — Мик Фоли | 5:03  |
| 11                                                                   | Букер Ти, Бубба Рэй Дадли, Даймонд Даллас Пейдж, Ди-Вон Дадли и Райно (с Шейном Макмэном, Стефани Макмэн-Хелмсли и Полом Хейманом) победили Криса Джерико, Кейна, Курта Энгла, Стива Остина и Гробовщика) (с Винсом Макмэном) (WWF) | Командный матч десяти человек                                  | 29:05 |
| H — означает матч на Sunday Night Heat (c) — чемпион на начало матча | |                                                                |       |